# McDonald's Burnie Men's International 2005
Il McDonald's Burnie Men's International 2005 è stato un torneo di tennis facente parte della categoria ATP Challenger Series nell'ambito dell'ATP Challenger Series 2005. Il torneo si è giocato a Burnie in Australia dal 7 febbraio 2005 su campi in cemento.

## Vincitori

### Singolare
Chris Guccione ha battuto in finale  Gouichi Motomura con il punteggio di 6–3, 7–5

### Doppio
Luke Bourgeois /  Chris Guccione hanno battuto in finale  Alexander Hartman /  Scott Lipsky con il punteggio di 6–4, 6–3